# 2022년 SCO 정상회의

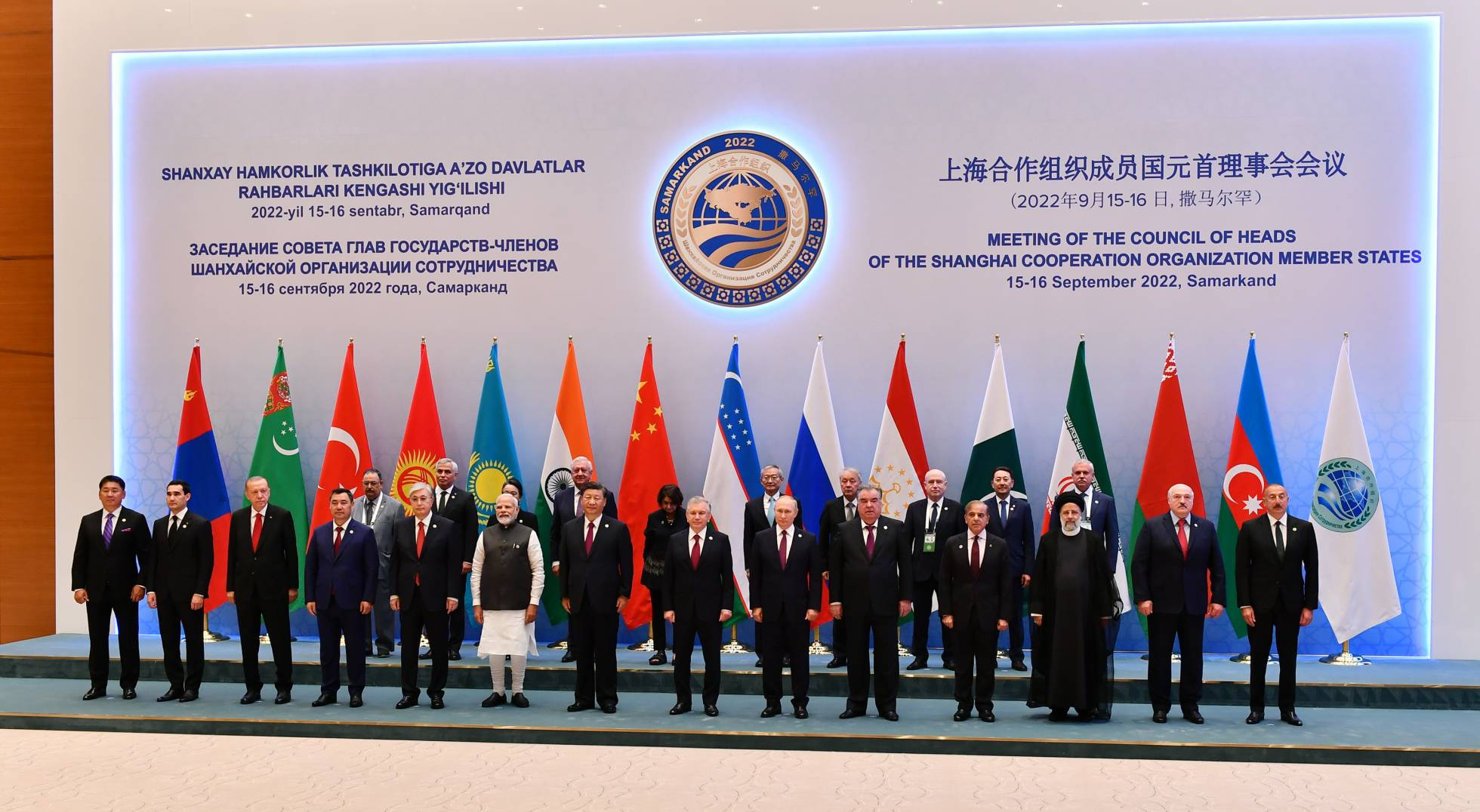
단체 사진

2022년 SCO 정상회의(2022 SCO summit)는 2022년 9월 15일부터 16일까지 우즈베키스탄 사마르칸트에서 열린 상하이 협력 기구 국가 원수들의 제22회 연례 정상회의였다.

## 회의록
회의의 일환으로 중국공산당 총서기 겸 중국 국가주석 시진핑은 러시아 대통령 블라디미르 푸틴과 만났다. 이 회의에서 푸틴은 중국 측이 러시아의 우크라이나 침공에 대해 "우려와 의문"을 가지고 있다고 인정했다.
푸틴은 또한 인도 총리 나렌드라 모디와 만났다. 이 회의에서 모디는 "오늘날의 시대는 전쟁의 시대가 아니다"고 말했다.
키르기스스탄과 타지키스탄의 지도자들은 정상회의 중에 격화된 2022년 키르기스스탄-타지키스탄 충돌에 대해 논의하기 위해 만났다.
이란은 정식으로 SCO에 정회원으로 가입하기 위한 신청서를 제출했으며, 이는 1년 이내에 발효될 것으로 예상된다.
튀르키예도 향후 가입 의사를 밝혔다.